# Saturn-Award-Verleihung 1976
Die 3. Saturn-Award-Verleihung fand am 31. Januar 1976 statt. Die wichtigste Neuerung war die erstmalige Vergabe von Darstellerpreisen.
Erfolgreichste Produktion mit fünf Auszeichnungen wurde Frankenstein Junior.

## Nominierungen und Gewinner

### Film
| Kategorie                   | Preisträger                                       | Film                                  | Nominierungen                                                                                          |
| --------------------------- | ------------------------------------------------- | ------------------------------------- | --- |
| Bester Science-Fiction-Film |                                                   | Rollerball                            | Der Junge und sein Hund Die Frauen von Stepford                                                        |
| Bester Horrorfilm           |                                                   | Frankenstein Junior                   | Jessy – Die Treppe in den Tod Feuerkäfer Das Phantom im Paradies The Rocky Horror Picture Show Vampira |
| Bester Fantasyfilm          |                                                   | Doc Savage – Der Mann aus Bronze      | keine weiteren Nominierungen                                                                           |
| Beste Regie                 | Mel Brooks                                        | Frankenstein Junior                   | keine weiteren Nominierungen                                                                           |
| Bestes Drehbuch             | Harlan Ellison Ib J. Melchior                     | Sonderauszeichnung für das Gesamtwerk | keine weiteren Nominierungen                                                                           |
| Beste Kamera                | Douglas Slocombe                                  | Rollerball                            | keine weiteren Nominierungen                                                                           |
| Beste Musik                 | Miklós Rózsa                                      | Sonderauszeichnung für das Gesamtwerk | keine weiteren Nominierungen                                                                           |
| Beste Spezialeffekte        | Doug Napp Bill Taylor John Carpenter Dan O’Bannon | Dark Star – Finsterer Stern           | keine weiteren Nominierungen                                                                           |
| Beste Stop-Motion-Animation | Jim Danforth                                      |                                       | keine weiteren Nominierungen                                                                           |
| Beste Ausstattung           | Robert De Vestel Dale Hennesy                     | Frankenstein Junior                   | keine weiteren Nominierungen                                                                           |
| Bestes Make-Up              | William Tuttle                                    | Frankenstein Junior                   | keine weiteren Nominierungen                                                                           |
| Bester Hauptdarsteller      | Don Johnson James Caan                            | Der Junge und sein Hund Rollerball    | keine weiteren Nominierungen                                                                           |
| Beste Hauptdarstellerin     | Katharine Ross                                    | Die Frauen von Stepford               | keine weiteren Nominierungen                                                                           |
| Bester Nebendarsteller      | Marty Feldman                                     | Frankenstein Junior                   | keine weiteren Nominierungen                                                                           |
| Beste Nebendarstellerin     | Ida Lupino                                        | Nachts, wenn die Leichen schreien     | keine weiteren Nominierungen                                                                           |
| Beste Werbung               | Clark Ramsey                                      | Der weiße Hai                         | keine weiteren Nominierungen                                                                           |

### Ehrenpreise
| Kategorie              | Preisträger | Film          | Nominierungen |
| ---------------------- | ----------- | ------------- | ------------- |
| Outstanding Film Award |             | Der weiße Hai |               |
| Life Career Award      | Fritz Lang  |               |               |